# 氏家榮一
氏家 栄一（うじいえ えいいち、1915年（大正4年）12月12日 - 2002年（平成14年）12月6日）は、日本の銀行家。七十七銀行会長、頭取。

## 来歴
四代目氏家清吉（七十七銀行頭取）の長男として、宮城県伊具郡角田町（現・角田市）に生まれる。
1940年（昭和15年）、短期現役海軍主計科士官（4期）に志願。同年5月、海軍経理学校に入校して海軍主計中尉に任官。同年9月に卒業。重巡「摩耶」庶務主任などを務めた。1945年（昭和20年）5月、海軍主計少佐に進級して終戦を迎えた。
日銀勤務を経て、頭取だった父・清吉の死去に伴い、七十七銀行に副頭取として入行。1970年（昭和45年）には、頭取に昇格する。
トップ在任時においては、経営の近代化に努め、1972年（昭和47年）の東証2部上場（翌年1部に指定替え）、現本店ビルの竣工等を実現。また、日銀時代に人事課長を経験したことから、その経験を生かして、七十七銀行に移ってからも人事部から行員の写真帳を借り出し、全行員の顔と名前、略歴を記憶して驚かせた。
このほか数多くの役職を務め、1985年（昭和60年）からは、10年間にわたって仙台商工会議所会頭を務めたほか、東北経済連合会副会長、東北商工会議所連合会会長などを歴任。仙台市の政令指定都市への昇格や、仙台空港の滑走路3000メートル化など、県勢の発展に尽力をした。

## 家族・親族
氏家家
- 父・清吉（1892年 - 1956年、貴族院議員、七十七銀行頭取）[1]
- 母・愛子（1893年 - ?、宮城、岡昱太郎の長女、資生堂仙台販売社長）[1]
- 妻・茂子（1918年 - ?、吉田善吾の三女）[1]
- 長男・照彦[1][6]（七十七銀行取締役会長、1946年 - ）
- 長女（佐々木元の妻）[1]
- 二女[1]

親戚
- 妹の夫の父・石川一郎（経団連会長）
- 妹の夫・石川馨（工学博士、東京大学名誉教授）
- 長女の夫の父・佐々木直（日本銀行総裁）
- 妻の父・吉田善吾（海軍大臣、海軍大将）

## 略歴
- 宮城県仙台第二中学校卒業。
- 1939年（昭和14年） - 東京帝国大学法学部を卒業後、日本銀行に入行[7]。
- 1940年（昭和15年） - 短期現役海軍主計科士官（4期）に採用されて海軍主計中尉に任官[4]。
- 終戦後に日本銀行に復職し、人事部人事課長、名古屋支店次長等を歴任する[7]。
- 1957年（昭和32年） - 七十七銀行副頭取[7]。
- 1970年（昭和45年） - 七十七銀行頭取[7]。
- 1982年（昭和57年） - 七十七銀行会長[7]。
- 1985年（昭和60年） - 仙台商工会議所会頭[6]。
- 1991年（平成3年） - 七十七銀行取締役相談役[7]。
- 1993年（平成5年） - 七十七銀行常任相談役。
- 1995年（平成7年） - 七十七銀行相談役。
- 1997年（平成9年） - 七十七銀行を退任。
- 2002年（平成14年） - 死去[8]。